# اسماعیل اینیگس
اسماعیل اینیگس (اسپانیایی: Ismael Íñiguez‎؛ زادهٔ ۲۳ ژوئیهٔ ۱۹۸۱) بازیکن سابق و مربی فوتبال اهل مکزیک است.
از باشگاه‌هایی که در آن بازی کرده‌است می‌توان به باشگاه فوتبال نیکاکسا، باشگاه فوتبال اونیورسیداد ناسیونال، و باشگاه فوتبال تیخوانا اشاره کرد.
وی همچنین در تیم ملی فوتبال زیر ۲۳ سال مکزیک بازی کرده‌است.
وی در مسابقات کشوری و بین‌المللی در مجموع برندهٔ ۱ مدال نقره شده‌است.